# Gisela Floto
Gisela Margarethe Wiebke Floto (* 8. September 1946 in Travemünde-Teutendorf) (Künstlername: Paula von Pückler) ist eine deutsche Fotografin und Künstlerin.

## Leben
Gisela Floto wuchs in Schleswig-Holstein als jüngste Tochter mit vier Geschwistern auf dem Augustenhof bei Gettorf im Dänischen Wohld in Ostseenähe auf. Sie studierte Fotografie in Berlin und arbeitete als Fotojournalistin. Auslandsaufenthalte in London und Paris folgten. Von 1971 bis 1987 widmete sich der Werbefotografie mit dem Schwerpunkt Mode, Kinder, Menschen. Zwischen 1989 und 1991 war sie im Bereich redaktionelle Fotografie für die Zeitschriften ZEIT-Magazin, Feinschmecker, Country, ART und Architektur & Wohnen tätig. Für Brigitte unternahm sie Reisen nach Afghanistan, Pakistan, Indien, Fidschi und Tonga. Ab 1991 folgten Projekte aus dem Bereich konzeptionelle Fotografie; Gartenthemen in Spanien, Österreich und Deutschland, Reportage über eine deutsche Biologin in Vietnam (Retterin der Goldaffen), ein soziales Projekt in Mali und ein daraus entstandener Kalender, Minenräumerin Vera Bohle in Bosnien, Luftaufnahmen in Pakistan, Syrien und Deutschland.
Von 1993 bis 1995 war Floto Ausstellungsleiterin für das Museum für Fotografie im Museum für Kunst und Gewerbe Hamburg. Anschließend war sie bis 2005 Dozentin für Bildjournalismus an der Universität Hamburg, Institut für Journalistik. Seit 2005 ist sie als freie Fotografin tätig und lebt in Hamburg.
Sie ist Mitglied im BBK Bund Bildender Künstler Hamburg und Schleswig-Holstein, BFF Bund Freischaffender Fotodesigner und im Berufsverband für Fotojournalisten und Fotografen Freelens. Zentrale Themen der Arbeiten von Gisela Floto sind Mensch, Natur und Umwelt und Porträts der Lebenswelten von Frauen. 

## Einzelausstellungen (Auswahl)
- 1993–1995 »Spuren in Schleswig-Holstein«, Olympus Galerie Hamburg; Hamburger Kammerspiele
- 1995–2005 »HarborToSee, with Elise on the River Elbe«, Chicago; Osaka; Hamburg
- 1998–2002 »Luftschlösser«, in 17 Museen in Schleswig-Holstein, Brandenburg, und Mecklenburg-Vorpommern
- 2001 »Bäume für die Hafencity«, Kunsthaus Hamburg
- 2001 »Gefüllte Schatten«, Musikhochschule Hamburg
- 2002 »Strandbad Dangast«, Dresdner Bank Hamburg und Schleswig-Holstein; Franz-Radziwill-Haus, Dangast
- 2002 »Trouvaillen / Lichtlust«, Literaturhaus in Kiel
- 2003 »Kirchenlust«, im Kloster Kiel und in der Kirche St. Johannis Hamburg-Harvestehude
- 2006 »Chicago-Hamburg«, Foyer Abaton Kino, Hamburg
- 2006 »Making of: Rosi«, Architektursommer, Hamburg
- 2007 »Kopf an Kopf in Willitown«, Elbfestival, Hamburg-Wilhelmsburg
- 2010 »Frau für Frau«, Goethe-Institut Hamburg
- 2013–2014 «Talmud-Tora-Schule, zwischen Gestern und Heute», Jüdisches Museum Rendsburg
- 2015–2016 «Talmud-Tora-Schule heute», Staats- und Universitätsbibliothek Hamburg

## Gruppenausstellungen (Auswahl)
- 1990 Familienministerium Bonn, »Kinder« - Bundespreis
- 1991 Kunstverein in Hamburg, »Hamburger Fotografinnen«
- 1992 Gedok Hamburg, »Erde-Zeichen-Erde«
- 1992 Wanderausstellung »Aus aller Frauen Länder«, Brigitte
- 1993 Gedok Hamburg, »Kopflastig Selbstportraits«
- 1998 Landesmuseum Schleswig-Holstein, Schloss Gottorf »Vom Besten das Meiste«
- 1999 BBK Hamburg, »Zur Zeit«
- 2002 Burda Verlag, München »Welt der Archäologie«
- 2003 Haus der Künste Hamburg, »Lichtlust-Schatten«
- 2003 BBK Hamburg, »Hafencity 2003«
- 2003 Kunsthaus Dannenberg, »WasserSpuren«

## Filmografie
- 2003–2004 »Zwischen Gestern und Morgen«, Jubiläumsfilm Talmud-Tora-Schule, Hamburg
- 2004–2006 »HafenCity Hafen Hamburg«, Goethe-Institute Chicago und Osaka
- 2006 »Sprung über die Elbe – Eine Reise in den Süden« Eröffnungsveranstaltung zur IBA 2013 Architektursymposium Hamburg
- 2006 »Rosi, das hast du gut gemacht«, Aufführung im Deutschen Schauspielhaus Hamburg und im KörberForum
- 2007 »Kopf an Kopf in Willitown«, IBA Kunst & Kultursommer in Hamburg-Wilhelmsburg
- 2006–2011 »Fußball bewegt«, »Kinder bewegen«, »Musizieren bewegt«, »Theater bewegt«, »Kunst bewegt«, »Bewegte Bilder-Bilder bewegen«
- Kurzfilme der Siegerprojekte des »Nationalen Förderpreises« der ERGO Stiftung »Jugend&Zukunft«, Hamburg

## Veröffentlichungen
- Spuren in Schleswig-Holstein. Schloß Gottorf, Eigenedition, 1992 Hamburg
- Historische Gärten in Schleswig-Holstein, Adrian von Buttlar, Margitta Meyer (Hg.), Gisela Floto (Fotos), Verlag Boyens & Co, 1996 Heide
- Landgang, Kulturlandschaft Ost-Friesland, Verlag Rautenberg, 1996 Leer
- Zeit zu leben, fotografische Beiträge, Gisela Floto, WWF Dokumentationen, 1997 München
- Luftschlösser – Landschaftsträume in Schleswig-Holstein, Gisela Floto, Nieswand Verlag, 1997 Kiel
- 7. Mai 2010 »Ein Tag in Deutschland« Lütjenburg früh am Morgen, freelens bei dpunkt Verlag
- Talmud-Tora-Schule Hamburg, im jüdischen Museum Rendsburg, 3. November 2013, Ausstellungskatalog

## Ankäufe
- Museum für angewandte Kunst, München
- Museum für Kunst und Gewerbe, Hamburg
- Schleswig-Holsteinisches Landesmuseum, Schloß Gottorf
- Sparkassenstiftung Schleswig-Holstein, Kiel
- Sparkassen-Stiftung Stormarn